# Jahlani Tavai
Jahlani Karl Tavai (Inglewood, California, 28 de septiembre de 1996) más conocido como Jahlani Tavai, es un jugador profesional estadounidense de fútbol americano que se desempeña en la posición de linebacker en New England Patriots, equipo de la National Football League (NFL).

## Carrera
Fue seleccionado en la segunda ronda en la Reunión Anual de Selección de Jugadores de la NFL de 2019. Hizo su debut profesional con el equipo Detroit Lions, en el cual jugó tres temporadas (2019-2021), luego pasó a New England Patriots, donde lleva jugando tres temporadas.